# Satoru Iwata
Vous lisez un « bon article » labellisé en 2015.
Pour les articles homonymes, voir Iwata (homonymie).
Satoru Iwata (岩田 聡, Iwata Satoru), né le 6 décembre 1959 à Sapporo, île d'Hokkaidō, et mort le 11 juillet 2015 à Kyoto, est un développeur puis producteur de jeu vidéo et chef d'entreprise japonais, président de HAL Laboratory de 1993 à 2000 puis 4e président de la société de jeu vidéo Nintendo de 2002 à sa mort en 2015.
Dès l'adolescence, il s'intéresse à la conception de jeux vidéo. Pendant ses études d'informatique à l'université de technologie de Tokyo, il devient employé à temps partiel de HAL Laboratory qu'il rejoint à plein temps à la fin de ses études. Après avoir été président de cette société, il rejoint Nintendo comme chef de la planification en 2000 puis succède fin mai 2002 à Hiroshi Yamauchi au poste de président-directeur général de l'entreprise Nintendo, l'un des plus grands groupes de jeux vidéo au monde. Il est à l'origine de deux consoles au concept novateur, la Nintendo DS et la Wii.
Grâce à une façon de diriger proche de ses employés et à sa constante sympathie, il est considéré en 2007 et en 2008 comme l'un des meilleurs dirigeants d'entreprise au monde par The New York Times Magazine et par le magazine spécialisé dans la finance Barron's Magazine. Son salaire annuel s'établit en 2009 à 187 millions de yens, soit 1,7 million d'euros, ce qui est relativement très peu par rapport aux autres PDG dans le secteur du jeu vidéo. En crise de renouvellement au début des années 2010, Iwata divise à deux reprises son salaire pour réaliser des économies à Nintendo et garder de la motivation chez ses employés créatifs.
Il meurt le 11 juillet 2015 des suites de complications d'une tumeur biliaire pourtant soignée un an plus tôt. Il laisse derrière lui un patrimoine vidéo-ludique en ayant contribué à de nombreuses franchises phares de Nintendo, dont les séries Pokémon, Kirby, The Legend of Zelda ou encore Metroid. À la suite de l'annonce officielle du décès le 13 juillet 2015, Nintendo met ses drapeaux en berne en signe de deuil. Plusieurs dizaines d'acteurs du jeu vidéo rendent également hommage à Iwata en exprimant leur tristesse face à la perte d'un membre incontournable de l'industrie du jeu vidéo.

## Biographie

### Enfance
Satoru Iwata naît le 6 décembre 1959 à Sapporo, dans la préfecture de Hokkaidō au Japon, où son père est maire. Il commence à s'intéresser à la création de jeux vidéo dès sa scolarité : originaire d'un environnement propice à la programmation, il produit des jeux électroniques chez lui. Iwata partage avec ses camarades d'école les quelques jeux de chiffres qu'il programme avec la HP-65, une calculatrice électronique,,. Son premier jeu est un jeu de baseball, qu'il décrit plus tard comme « sans graphismes », le jeu étant représenté par des chiffres. Ses amis prennent tout de même du plaisir à y jouer, le convainquant ainsi de continuer dans cette branche.
Après le lycée, Iwata est admis à l'université de technologie de Tokyo, où il est major en informatique. Malgré le manque de cours sur le développement du jeu vidéo, Iwata poursuit sa passion : il se rend régulièrement à un magasin d'informatique de Tokyo et forme un groupe d'amis, qui développe des jeux dans un appartement loué pour l'occasion. Ce groupe fonde plus tard la société HAL Laboratory, dont Iwata affirme que HAL « a reçu ce nom parce que chacune de ces lettres nous mettait un cran avant IBM », et fait également référence à l'ordinateur HAL 9000 du film 2001, l'Odyssée de l'espace. Toujours intéressé par les jeux vidéo, il travaille à temps partiel en tant que programmeur de jeux dans cette société, qui devient plus tard une filiale de Nintendo, tandis qu'il poursuit ses études jusqu'à l'obtention de son diplôme.
Malgré l'ouverture d'esprit des Japonais sur les loisirs, le père d'Iwata ne lui adresse plus la parole pendant six mois, déçu par le choix de carrière de son fils. Plus tard lors d'une interview, Satoru évoque que sa famille « devait sûrement penser qu'il rejoignait une secte », le jeu vidéo étant encore à l'état embryonnaire à cette époque. Pour autant, Satoru garde des points communs avec son père. En effet, ce dernier sauve plusieurs emplois lors de son mandat d'élu grâce à sa détermination, alors que Satoru redressera les finances de Nintendo plus tard grâce à cette même qualité.

### HAL Laboratory
En 1982, après ses études à l'université, Iwata est recruté à plein temps par HAL Laboratory. Il est alors le cinquième employé de la société et le seul spécialiste en développement de jeux vidéo. Il commence sa vie active en concevant des périphériques pour ordinateur. Cependant, il est rapidement intéressé par les projets de Nintendo : déjà connue pour ses jeux Game & Watch, la société a l'intention de sortir sa première console de salon, la Nintendo Entertainment System. Iwata prédit un succès commercial et demande alors à HAL d'entrer en contact avec Nintendo pour obtenir des contrats sur cette console. À cette époque, HAL n'obtient qu'un projet en difficulté, Pinball, qu'Iwata finalise seul.
Il devient le coordinateur de la production software en 1983 et participe au développement de jeux tels que Balloon Fight, EarthBound, ou ceux de la série Kirby, ce qui lui forge une réputation de développeur chevronné, travaillant sur des jeux aux gameplays originaux.
En 1993, Iwata est promu président de HAL Laboratory, alors en difficulté financière. Iwata arrive toutefois à redresser la barre, et assiste également Tsunekazu Ishihara lors de la création de la société Creatures Inc. en 1995, principalement connue pour ses produits dérivés de l'univers Pokémon. Malgré son poste de président, Iwata continue de participer aux développements de plusieurs jeux, dont Kirby's Dream Land et Super Smash Bros., qui deviennent deux succès dans les années 1990. Il est également l'initiateur de plusieurs idées novatrices : alors que Hiroaki Suga, développeur en chef de Kirby's Adventure, doute de la possibilité technique des idées de Iwata, ce dernier lui explique qu'« un développeur ne dit jamais non ».
Bien qu'il ne soit pas employé par Nintendo à cette période, Iwata participe au développement de plusieurs jeux de la série Pokémon : il est responsable de l'internationalisation de Pokémon Rouge et Bleu dans un premier temps. Il participe ensuite au développement de Pokémon Stadium sur Nintendo 64, en analysant le code du système de combat de Pokémon Rouge et Bleu et en le retravaillant pour ce nouveau jeu. Enfin, il intègre l'équipe de développement de Pokémon Or et Argent, sorti sur Game Boy Color en novembre 1999, en créant des outils de compression, permettant d'intégrer la zone de Kanto au jeu,.

### Nintendo

#### Arrivée dans l'entreprise
En 2000, conscient de l'aide qu'Iwata a fournie à Nintendo à plusieurs reprises, Hiroshi Yamauchi, président de Nintendo, lui propose le poste de chef de la division de planification d'entreprise. Iwata accepte volontiers l'offre, heureux de pouvoir travailler aux côtés de Shigeru Miyamoto, déjà connu pour ses talents en game design. Dès son arrivée, il s'assigne personnellement le développement de Super Smash Bros. Melee, dirigé par son ancienne entreprise HAL Laboratory, alors en difficulté pour sortir le jeu dans les temps. Il prend en charge l'équipe de test et s'occupe de résoudre les bugs empêchant la sortie du jeu, pendant trois semaines, dans les locaux de HAL. Ce jeu est la dernière contribution d'Iwata en tant qu'« ingénieur de terrain, à lire du code, trouver les bugs et les corriger ».
Quand Yamauchi, le président de la compagnie depuis 1949, prend sa retraite en mai 2002, il convoque Iwata dans son bureau. S'ensuit une longue discussion sur les défis que Nintendo a dû relever lors de ses cinquante années de présidence. Alors qu'Iwata pense qu'il est sur le point d'être licencié, Yamauchi lui propose en réalité de lui succéder en tant que quatrième président. Iwata devient alors le premier président de la firme sans lien de parenté avec la famille Yamauchi. Selon l'ancien président, le choix s'est porté sur Iwata pour « sa connaissance et sa compréhension des logiciels et du matériel Nintendo », estimant qu'Iwata est apte à mener la société sur tous les fronts.
Contrairement à son prédécesseur qui règne seul sur la firme, Satoru Iwata est accompagné d'un conseil exécutif de six membres. Il sort l'entreprise de l'isolement, en s'associant avec d'autres entreprises du jeu vidéo, dont Namco, Square Enix et Sega. Yamauchi reste tout de même proche de la société jusqu'à sa mort en 2013, puisqu'Iwata « appelait Yamauchi tous les jours pour l'aider à prendre des décisions »,.

#### 2004-2011: retour des succès commerciaux
Après l'échec de la GameCube avant son arrivée comme président, les projets d'Iwata pour relancer Nintendo sont la Nintendo DS et la Wii. En 2004, deux ans après son arrivée à la présidence, l'entreprise sort la Nintendo DS (Dual Screen), console portable qui concurrence alors la PSP de Sony, et devient un succès commercial en étant la console de jeu portable la plus vendue au monde.
Conforté par le marché de la console portable, Iwata souhaite une console de salon ouverte au grand public, là où ses concurrents se concentrent à la course à la performance, laissant sur le chemin beaucoup de joueurs occasionnels. Il estime que « pour le futur du jeu vidéo, il est indispensable que nous élargissions le marché. Nous devons retourner aux basiques ». Lors de la Game Developers Conference en 2006, Iwata reprend la même idée et annonce : « Video games are meant to be just one thing. Fun. Fun for everyone. » (« Les jeux vidéo sont pensés pour être une seule chose. Amusants. Amusants pour tout le monde. »). Pour concevoir la console, il se demande pourquoi les gens sont si à l'aise pour prendre en main une télécommande de télévision, mais sont effrayés par les jeux vidéo. La Wii sort alors en 2006 et devient également un succès commercial pour l'entreprise, avec Wii Sports qui, neuf ans après sa sortie, demeurait le second jeu vidéo le plus vendu de tous les temps. Sa vision a pu ouvrir le marché des jeux vidéo à un public beaucoup plus étendu, plaçant l'offre de Nintendo en complémentarité face à la course à la puissance de la PlayStation 3 et de la Xbox 360.
À la même période, il rénove l'organisation de Nintendo, avec la mise en place d'un conseil de gestion permanent, où siège Shigeru Miyamoto, autre personnalité phare de la société. En interview, les deux reconnaissent être complémentaires : alors que Miyamoto a un côté créatif très poussé, que lui jalouse Iwata, ce dernier a un esprit scientifique reconnu par son acolyte. Iwata amène également de la transparence à son public en initiant les « Iwata demande » (Iwata asks en version originale), qui sont une série d'interviews d'Iwata avec d'autres employés de Nintendo,. En 2007 et 2008, le New York Times Magazine ainsi que le magazine spécialisé dans la finance Barron's Magazine le considèrent comme l'un des meilleurs dirigeants d'entreprise au monde.
Dans les années 2010, Iwata instaure les Nintendo Direct, afin de renouer le lien avec les joueurs les plus fidèles de Nintendo. Ce sont des présentations organisées régulièrement via Internet afin de présenter les nouveautés de la société. Iwata est le présentateur des Nintendo Direct japonais et internationaux de 2011 jusqu'à son décès, en 2015. Ces présentations montrent une image décontractée et sympathique d'un président, pourtant à la tête d'une société multi-milliardaire, où Iwata se déguise notamment en Luigi ou se bat face à Reggie Fils-Aimé.

#### 2011-2015: un renouvellement difficile

Chiffre d'affaires de Nintendo de 2006 à 2015.

Dans les années 2010, Nintendo doit faire face à la concurrence des smartphones et tablettes, qui marquent l'arrivée des jeux gratuits (free-to-play). Iwata sera toujours critique face à ce modèle : « Je n'aime pas utiliser le terme de "free-to-play". J'en suis arrivé à penser que le terme est trompeur envers les consommateurs. Il serait plus correct de s'y référer en tant que "free-to-start" ». Il établit une comparaison avec l'arrivée de ce modèle dans le secteur de la musique, lequel s'est selon lui dégradé en s'y adaptant. Son intention n'est pas d'éviter totalement le free-to-play mais de révolutionner le genre pour en corriger ses défauts.
Lors de la conférence E3 2010, il dévoile la Nintendo 3DS. Cependant, les ventes de cette nouvelle console sont dans un premier temps moroses. En 2011, Satoru Iwata décide ainsi de diminuer de moitié le montant de la part fixe de son salaire, lequel se montait au total en 2009 à 187 millions de yens, soit 1,7 million d'euros. Ce salaire est alors composé d'une base fixe de 68 millions de yens, portée à 187 millions avec les bonus de performances. Il reste un président modeste, puisqu'en comparaison, Shigeru Miyamoto a un salaire de 100 millions de yens, soit environ 750 000 euros. En 2014, malgré le succès de la Nintendo 3DS, il divise à nouveau par deux son salaire à la suite d'une baisse des résultats en partie expliquée par un manque d’engouement pour la Wii U. Toujours proche de ses développeurs, il estime que si ceux-ci vivent dans la peur d'être licenciés, ils ne peuvent « développer des jeux capables d’impressionner le monde ».
Grâce aux réserves de l'entreprise, il continue à pousser de nouvelles idées, en ouvrant un nouveau centre de recherche et en lançant un nouveau projet, Quality of Life. De même, après des années d'une politique anti-smartphone critiquée, Iwata annonce que Nintendo publiera des jeux sur téléphones. Souvent attaqué sur les faiblesses techniques des consoles de Nintendo par rapport aux concurrents, Iwata défend son entreprise : « Si vous faites la même chose que les autres, cela va devenir épuisant. Nintendo n’est pas doué pour la compétition, donc nous devons sans cesse essayer de faire quelque chose de nouveau, plutôt que de se battre dans un marché existant ».
En 2015, une des dernières annonces d'Iwata est la Nintendo NX, nom de code pour la nouvelle console Nintendo Switch sortie en 2017, où la firme veut montrer que le marché de la machine dédiée au jeu vidéo n'est pas encore mort. Iwata promet que la console sera une surprise pour les joueurs, une fois encore innovante sur le marché du jeu vidéo. En effet, lors d'une interview, il laisse entendre que cette nouvelle console n'aura rien à voir avec les consoles précédentes, notamment la Wii U. Jusqu'à sa mort, Iwata est responsable du développement du projet, et donne la direction dans laquelle aller pour rendre la console innovante et non seulement une mise à jour matérielle des consoles précédentes.

### Maladie et décès

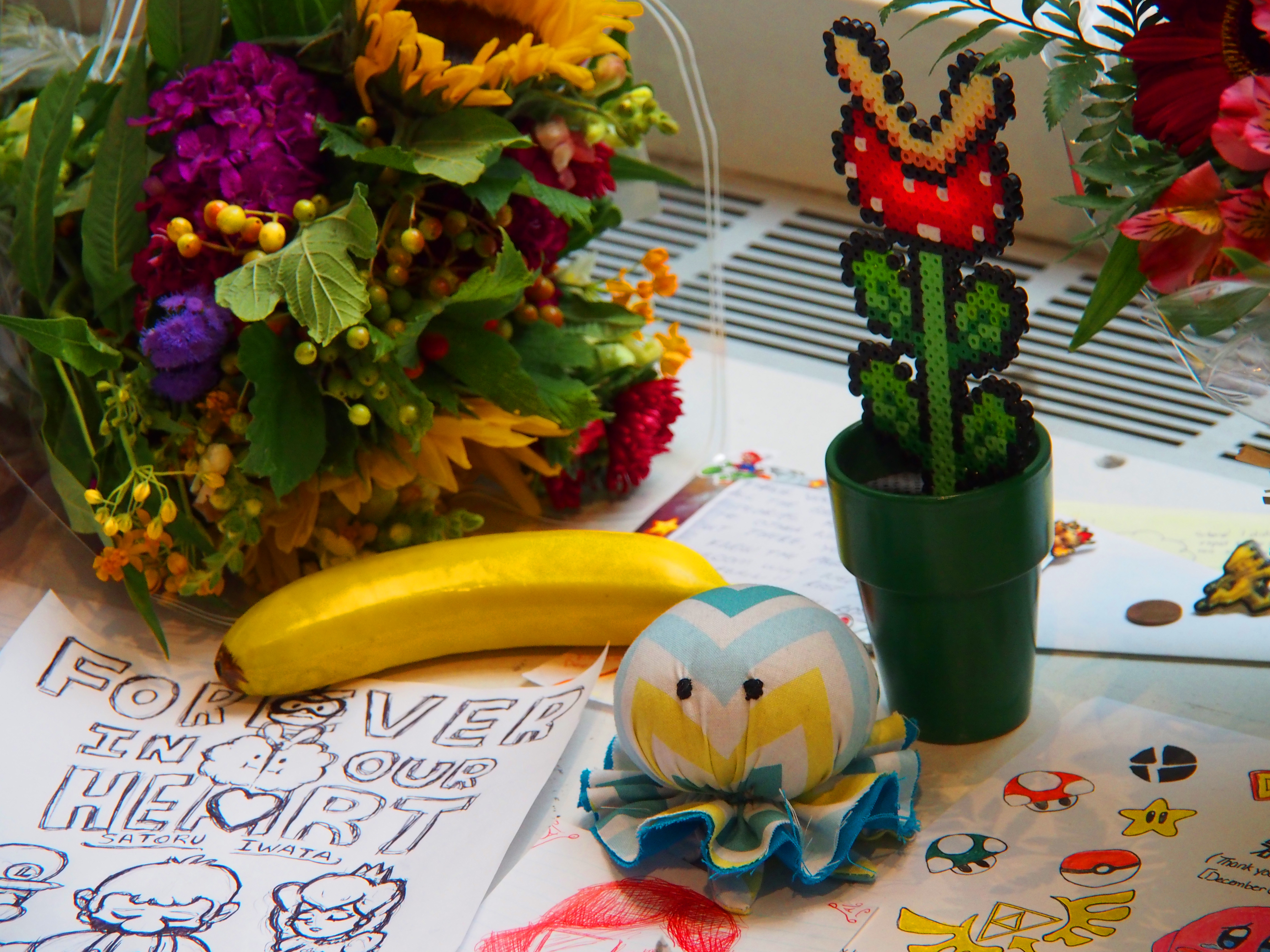
Plusieurs fans ont laissé des dessins et des objets sur l'univers de Nintendo en hommage à Iwata devant le Nintendo World Store

En 2014, Nintendo annonce l'absence de Satoru Iwata à l'E3 pour des raisons médicales. Plus tard, il est annoncé qu'Iwata a une tumeur biliaire et que ses médecins lui ont conseillé de ne pas voyager, avant une opération pour retirer la tumeur,. Cela l'empêche d'assister à l'assemblée générale de Nintendo en juin 2014. Un an plus tard, Iwata meurt à l'âge de 55 ans le 11 juillet 2015, des complications de cette tumeur,, quelques jours après l'édition 2015 de l'E3 à laquelle il n'a pas participé non plus. Il laisse derrière lui sa femme, Kayoko. Nintendo annonce officiellement la mort de son président le 13 juillet 2015.
De nombreuses entreprises et personnalités du jeu vidéo rendent hommage à Iwata le jour de l'annonce, notamment via les réseaux sociaux,. Bien que concurrents de Nintendo, des sociétés comme Sony et Microsoft relaient via Twitter leurs messages de deuil. Sony remercie Iwata pour son travail, tandis que Microsoft estime que son travail a eu un impact sur le développement de l'industrie du jeu vidéo. De son côté, Nintendo ne publie de la journée aucun message sur ses réseaux sociaux, en signe de deuil, et met en berne les drapeaux au siège social de l'entreprise,. Pure coïncidence, un arc-en-ciel apparaît au-dessus du siège de Nintendo le même jour. Plusieurs fans de la société le qualifieront de « Rainbow Road to heaven », en référence à un circuit populaire de la série Mario Kart et au décès d'un de ses contributeurs,. Des mémoriaux sont dressés par les fans de Nintendo dans le monde, notamment à l'ambassade du Japon de Moscou, au Nintendo World Store de Manhattan, où des dessins d'Iwata ou d'éléments clés de Nintendo sont déposés,.
À l'annonce de sa mort, Shigeru Miyamoto et Genyo Takeda sont nommés pour prendre en charge la direction de Nintendo de façon temporaire,. Dans un discours pour IGN, Miyamoto dit être surpris de la mort soudaine d'Iwata mais que les équipes de Nintendo resteront fidèles à la ligne directrice construite par Satoru Iwata, pour produire dans les années futures ce qu'Iwata aurait apprécié voir.
Ses funérailles sont organisées le 17 juillet, et plus de 4 000 personnes y assistent. Lors de sa prise de parole, au nom de Nintendo et de ses employés, Takeda dit vouloir finaliser avec Miyamoto ce qu'Iwata a commencé, ajoutant qu'« Iwata a planté une graine qui un jour se transformera en fleur, permettant aux gens du monde entier de sourire ».
« You succeeded in planting the seed in employees' hearts that, in order to solve an issue, there is a fundamental cycle whereby you make a hypothesis, execute the plan, see the result and then make adjustments, and by which you have caringly nurtured these seeds to sprout and mature into plants […] Please know, however, that the seeds you have planted, and the plants that have sprouted will put forth small flowers as they bring smiles to the faces of people around the world, blossom into a grand flower bigger than even you, our leader, Iwata-san. »
— Genyo Takeda, funérailles de Satoru Iwata.

### Hommages posthumes
En octobre 2015, un Amiibo unique à l'effigie d'Iwata, entouré de plusieurs objets emblématiques de Nintendo, est réalisée par l'artiste GandaKris. La figurine est vendue 1 900 $ aux enchères sur eBay et l'argent récolté est reversé à l'association Child's Play, dont le but est d'améliorer le quotidien des enfants hospitalisés via le jeu vidéo entre autres,,.
Lors de la cérémonie Golden Joystick Award de 2015, Iwata se voit attribuer à titre posthume le prix Lifetime Achievement Award pour ses travaux dans l'industrie du jeu vidéo et l'impact qu'il a eu. L'année suivante, il reçoit également le Lifetime Achievement Award aux DICE Awards, organisé par l'Academy of Interactive Arts and Sciences,.
Depuis le 6 décembre 2015, chaque année, le jour de l'anniversaire de Satoru Iwata, ce dernier est temporairement jouable dans le rogue-like The Binding Of Isaac: Rebirth dans le mode "Daily Challenge" (ou "Challenges journaliers" en Français) via un changement d'apparence du personnage principal du jeu "Isaac". La particularité de ce mode de jeu est que, chaque jour, les joueurs peuvent lancer une partie où le but est d'aller le plus loin dans le jeu, le plus rapidement possible, et avec un personnage, des statistiques et des objets (de base) imposés qui changent quotidiennement. Lors de cet evènement, le joueur commence avec des objets faisant référence à un Gameboy et une cartouche de Super Nintendo,,.
En 2016, David Hellman, artiste ayant travaillé sur Braid, réalise un film d'animation de trois minutes afin de rendre hommage à Iwata. Enfin, le texte « This game is dedicated to our wingman who fell in battle » (littéralement « Ce jeu est dédié à notre ailier tombé au combat ») est présent à la fin des crédits du jeu Star Fox Zero, dernier jeu auquel il a contribué en tant que producteur exécutif avant sa mort,.
En 2017, il apparaît dans le jeu The Legend of Zelda: Breath of the Wild en tant que personnage non-joueur, Oudeau, qui se situe étrangement à côté d'une montagne, le Mont Satori. Étant décédé lors de la production du jeu, les développeurs avaient envie de lui rendre hommage avec un personnage qui met en garde le héros des dangers à venir.
Un hommage secret a été caché sur toutes les Nintendo Switch. Accessible en modifiant la date de la console au 11 juillet (date du décès d'Iwata), ou exécutant la manipulation le bon jour, puis en tendant les manettes de manière à reproduire un geste qui lui est associé. Après cela, le jeu vidéo Golf sur NES, dont Iwata était développeur, est jouable. Cet hommage a malheureusement été supprimé lors de la mise à jour "4.0.0" de la Nintendo Switch,.
Dans le jeu vidéo AM2R, un remake non officiel et fait par des fans du jeu Metroid II: Return of Samus sur Game Boy, est noté à la fin des crédits: « En mémoire de Satoru Iwata ».

## Philosophie

### Un développeur dans l'âme
Créatif et baignant dans le développement depuis son enfance, Iwata se désigne comme étant un développeur au fond de lui tout au long de sa vie. Même à des postes de manager chez Nintendo, il participe à la finalisation de plusieurs jeux, afin d'aider ses équipes en difficulté. Un exemple marquant est Super Smash Bros. Melee où Iwata prend la casquette d'« ingénieur de terrain, à lire du code, trouver les bugs et les corriger ».
Lors de la GDC en 2005, il est selon lui un développeur avant d'être un président, mais surtout un joueur au fond : « Sur ma carte de visite, je suis président. Dans mon esprit, je suis un développeur. Mais dans mon cœur, je suis un joueur ». Il réitère le même discours lors d'une interview dans les années 2010, où il rit de ces situations en disant qu'il était plus un développeur qu'un président de société à l'époque de HAL Laboratory :
« To be blunt, at the time I was more of a programmer than I was a company president. »
— Satoru Iwata, Interview Iwata Asks.
Ce vécu de développeur est d'ailleurs la raison pour laquelle il crée les « Iwata demande », afin de permettre à ses collègues de partager leur passion. Amorcés au lancement de la Wii, ces entretiens ont pour but de discuter du processus de développement des jeux et produits de la société, ceci dans le but de les promouvoir. C'est un moyen pour Iwata de partager « les joies et les turpitudes de la création de jeux ». Ces entretiens, ponctués de blagues et de rires, montrent un président proche de ses employés, tel un bon camarade. Cette ambiance « bon enfant » se retrouve également lors des Nintendo Direct, où Iwata se retrouve à simuler un combat à la façon Super Smash Bros. contre Reggie Fils-Aimé, ou représenté sous forme de marionnette.

### Vision du jeu vidéo
Iwata est connu pour sa vision novatrice du jeu vidéo, qui a transformé cette industrie lors de sa présidence au sein de Nintendo. Contrairement aux acteurs de l'époque qui se concentrent sur la course à la puissance, Iwata prend la décision de repenser le jeu vidéo comme un divertissement universel, et non réservé aux joueurs déjà avertis. En effet, en 2001 Nintendo se retrouve en difficulté avec la Gamecube face à la PlayStation 2 et la Xbox. Alors que la Nintendo Entertainment System s'est vendu à 60 millions d'exemplaires aux alentours des années 1990, la Gamecube n'atteint que 24 millions d'exemplaires. Iwata réfléchit à une nouvelle console, capable de réunir à la fois ceux qui n'ont jamais joué et les passionnés de jeux vidéo.

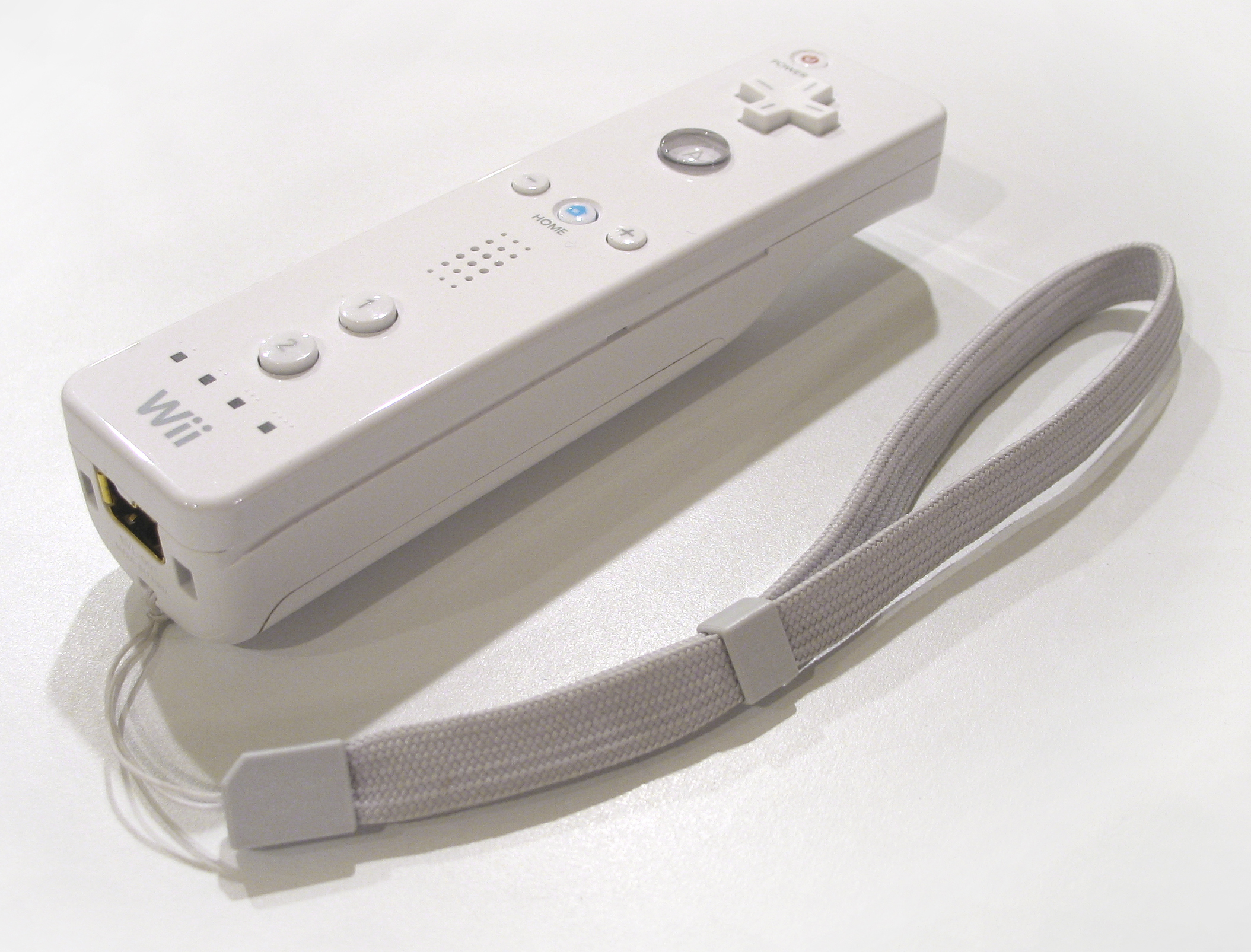
La Wiimote, un des symboles de la transformation du jeu vidéo selon Nintendo.

Avant l'E3 2006, Nintendo annonce la sortie prochaine de la Wii, connue précédemment sous le nom de code Revolution. Le nom n'est pas anodin et reflète l'envie d'Iwata : une console pour plusieurs (le nom se prononce « we », « nous » en anglais). Alors que ses concurrents annoncent des consoles encore plus puissantes, Nintendo présente une console avec un tout nouveau système de jeu, reposant sur les gestes, via la Wiimote.
Ces dernières années, malgré les ventes décevantes de la Wii U, Iwata maintient le cap, voulant toujours proposer des plates-formes à la fois conviviales et ouvertes, comme ce fut le cas avec Wii Sport ou la série Mario Kart par exemple, et intéressantes pour les joueurs les plus exigeants, avec les licences The Legend of Zelda ou Metroid Prime. Il n'a ainsi jamais réellement cru au mobile, et bien que des projets aient été annoncés, aucun jeu Nintendo n'est sorti sur smartphone sous la direction d'Iwata. Selon lui, le smartphone n'est pas une plate-forme adaptée pour le jeu vidéo. Même s'il n'interdit rien à ses équipes, il reste opposé à ce secteur où le développement des jeux est affecté par des prix trop faibles et le free to start, terme qu'il préfère à celui de free to play. Il admet cependant que cela peut être l'occasion de développer des outils amenant l'utilisateur vers les jeux Nintendo (et donc ses consoles), via une application pour Mii par exemple.

## Ludographie
En plus de son engagement dans la conception des consoles de la firme entre 2002 et 2015 (notamment la Nintendo DS et 3DS, la Wii et la Wii U), Iwata a aussi travaillé sur plusieurs séries populaires de Nintendo : The Legend of Zelda, la série des Mario, la série Animal Crossing, EarthBound, Pokémon ainsi que la série Metroid.
Principalement développeur pendant ses années à HAL Laboratory, il travaille sur de nombreux projets pour les consoles de Nintendo. Il devient producteur puis rapidement producteur exécutif après son entrée chez la firme nippone. Il supervise près de 150 jeux en vingt ans de carrière, notamment sur les licences les plus célèbres de Nintendo.
Tout au long de sa carrière, Iwata sait faire preuve d'audace, en insufflant une vision toujours novatrice : il n'hésite pas à remettre en question les bases du jeu vidéo et invente de nouvelles façons de jouer pour toucher le grand public. Cela se reflète via les consoles de Nintendo, dont la Wii est l'exemple le plus marquant, ce qui amène également de nouveaux concepts de jeux, comme Wii Sports ou la série WarioWare, utilisant pleinement les capacités de ses consoles.

### En tant que producteur exécutif
- 2017 : 
  - The Legend of Zelda: Breath of the Wild
- 2015 : 
  - Star Fox Zero
  - Super Mario Maker
  - Devil's Third
  - Yoshi's Woolly World
  - Splatoon
- 2014
  - Super Smash Bros. for Nintendo 3DS / for Wii U
  - Mario Kart 8
- 2013
  - Super Mario 3D World
  - Mario et Sonic aux Jeux olympiques d'hiver de Sotchi 2014
  - Flower Town
  - Pikmin 3
- 2012
  - New Super Mario Bros. U
  - Animal Crossing: New Leaf
  - Fallblox
  - New Super Mario Bros. 2
  - Project Zero II: Crimson Butterfly
  - RAdar Pokémon
- 2011
  - Mario Kart 7
  - The Legend of Zelda: Skyward Sword
  - Super Mario 3D Land
- 2010
  - Donkey Kong Country Returns
  - Kirby : Au fil de l'aventure
  - Pokémon Noir
  - Metroid: Other M
  - Super Mario Galaxy 2
- 2009
  - New Super Mario Bros. Wii
  - Mario vs. Donkey Kong : Le Retour des Mini !
  - Mario et Luigi : Voyage au centre de Bowser
- 2008
  - Animal Crossing: City Folk
  - Mario Kart Wii
  - Super Smash Bros. Brawl
- 2007
  - Mario Party DS
  - Super Mario Galaxy
  - Metroid Prime 3: Corruption
  - DK: Jungle Climber
  - The Legend of Zelda: Phantom Hourglass
  - Mario Party 8
  - Mario Strikers Charged
  - Super Paper Mario
  - Wario: Master of Disguise
- 2006
  - Pokémon Battle Revolution
  - WarioWare: Smooth Moves
  - Wii Sports
  - The Legend of Zelda: Twilight Princess
  - Yoshi's Island DS
  - Elite Beat Agents
  - Mario vs. Donkey Kong 2 : La Marche des Mini
  - Freshly-Picked Tingle's Rosy Rupeeland
  - Star Fox Command
  - Mario Slam Basketball
  - New Super Mario Bros.
  - Baten Kaitos Origins
- 2005
  - Super Mario Strikers
  - Mario et Luigi : Les Frères du temps
  - Mario Kart DS
  - Mario Party 7
  - Super Princess Peach
  - Drill Dozer
  - Battalion Wars
  - Dr. Mario & Puzzle League
  - Geist
  - Mario Superstar Baseball
  - Dance Dance Revolution: Mario Mix
  - Advance Wars: Dual Strike
  - Fire Emblem: Path of Radiance
  - Electroplankton
  - Yakuman DS (en)
  - Donkey Konga 3
  - Another Code : Mémoires doubles
  - Yoshi Touch and Go
  - Mario Party Advance
- 2004
  - Pokémon Rouge Feu et Vert Feuille
  - Donkey Kong Jungle Beat
  - Yoshi's Universal Gravitation
  - Mario Party 6
  - Polarium
  - WarioWare: Touched!
  - Super Mario 64 DS
  - Metroid Prime 2: Echoes
  - The Legend of Zelda: The Minish Cap
  - Mario Power Tennis
  - WarioWare: Twisted!
  - Pikmin 2
  - Super Mario Ball
  - Paper Mario : La Porte millénaire
  - Mario vs. Donkey Kong
  - Mario Golf: Advance Tour
  - Kirby and the Amazing Mirror
  - The Legend of Zelda: Four Swords Adventures
  - Custom Robo: Battle Revolution (en)
- 2003
  - 1080° Avalanche
  - Pokémon Colosseum
  - Mario and Luigi: Superstar Saga
  - Mario Party 5
  - Mario Kart: Double Dash!!
  - WarioWare: Minigame Mania
  - Pokémon Pinball : Rubis et Saphir
  - Mario Golf: Toadstool Tour
  - Kirby Air Ride
  - Super Mario Advance 4
  - Advance Wars 2: Black Hole Rising
  - Wario World
  - Pokémon Box
  - WarioWare, Inc.: Minigame Mania
  - Nintendo Puzzle Collection
  - Metroid: Zero Mission
- 2002
  - Star Fox Adventures
  - The Legend of Zelda: The Wind Waker
  - Pokémon Rubis et Saphir
  - Metroid: Fusion
  - Metroid Prime
  - Game & Watch Gallery 4
  - Mario Party 4
  - Yoshi's Island: Super Mario Advance 3
  - Super Mario Sunshine

### En tant que producteur
- 2002 : Eternal Darkness: Sanity's Requiem
- 2001 : Animal Crossing
- 2000 : Pokémon Cristal
- 1999 : Pokémon Snap
- 1999 : Super Smash Bros.
- 1998 : Pokémon Stadium
- 1996 : Kirby's Fun Pak
- 1994 : Kirby's Dream Course
- 1994 : EarthBound
- 1993 : Kirby's Adventure
- 1984 : Balloon Fight

### Autres participations
- 2000 : Kirby 64: The Crystal Shards (superviseur)
- 1999 : Super Smash Bros. (producteur, chef des négociations et développeur de test)
- 1993 : Kirby's Pinball Land (équipe technique)
- 1992 : NCAA Basketball (développeur)
- 1991 : NES Open Tournament Golf (développeur principal)
- 1990 : New Ghostbusters 2 (superviseur technique)
- 1984 : F-1 Race (développeur - non crédité)
- 1984 : Balloon Fight (développeur - non crédité)
- 1984 : Pinball (développeur - non crédité)